# Andrei Kolkutin
Andrei Kolkutin (russisch Андрей Колкутин; * 1957 in Smoljaninowo, Region Primorje) ist ein russischer Maler.

## Leben
Kolkutin beendete 1982 seine Ausbildung am Repin-Kunstinstitut in Leningrad. Er wohnt und arbeitet in Naltschik, der Hauptstadt der Republik Kabardino-Balkarien in Russland.
Kolkutin ist Mitglied der russischen Künstlergruppe The Foster Brothers.
Kolkutin hat einen Stil entwickelt, welcher Elemente russischer Ikonenmalerei mit Suprematismus, Kubismus und Naiver Kunst verknüpft. Meist malt Kolkutin Ölgemälde, hat aber auch schon Holzplastiken geschaffen.
Werke Kolkutins befinden sich u. a. in der Tretjakow-Galerie in Moskau, im Kunstmuseum Tula, im Kabardino-Balkarischen Staatsmuseum in Naltschik, in den Kastrupgårdsamlingen in Kopenhagen, in der Bildgalerie Wolgograd, in der Stolychny Bank Sammlung sowie im Museum Exhibition Center Olympus in Moskau.